# Temporada do Clube de Regatas do Flamengo de 2018/Treinadores
Estas são as estatísticas de treinadores do Clube de Regatas do Flamengo na temporada de 2018.

## Desempenho
Referências externas (evitar erros de referências nesta página): 

### Reinaldo Rueda
Em 14 de agosto, o colombiano Reinaldo Rueda foi anunciado como novo treinador da equipe. Rueda é o 10º técnico estrangeiro a dirigir a equipe desde a sua criação.
| “                                                                                | O estilo é do Flamengo, é o DNA do Flamengo. A formação quanto ao sistema de jogo vai variar. (...) Estou muito feliz de estar aqui nessa grande instituição. Vamos buscar a reação que o Flamengo necessita. É um orgulho e uma satisfação ser técnico do Flamengo. O desafio muito grande, mas esperamos cumprir. | ” |
| — Reinaldo Rueda, na entrevista coletiva após a sua apresentação no CT do clube, | |   |

Em 8 de janeiro, antes mesmo do início da temporada 2018, após se reunir com a diretoria rubro-negra, anunciou que deixaria o clube para assumir a Seleção do Chile.
| “                                              | O Clube de Regatas do Flamengo comunica que Reinaldo Rueda pediu demissão e não é mais treinador da equipe profissional. O técnico colombiano assumirá o comando da seleção do Chile. O auxiliar Bernardo Redín e o preparador físico Carlos Velasco também deixam o clube pela mesma razão (...)" | ” |
| — Nota do Flamengo sobre a saída do treinador, | |   |

### Paulo César Carpegiani
Contratação
Em 8 de janeiro, foi anunciado como novo treinador da equipe. A ideia original da diretoria era anunciá-lo como coordenador técnico, mas o anúncio foi postergado até a definição da situação de Reinaldo Rueda. Com a saída de Rueda, foi convidado para assumir a posição de treinador.
Tem um longo histórico com o clube. Quando jogador, atuou no primeiro título brasileiro da geração de Zico e companhia, em 1980, onde atuou com Mozer — atual gerente de futebol do Flamengo. Com a inesperada morte de Cláudio Coutinho, em 1981, assumiu o time e conquistou a Copa Libertadores e a Copa Europeia/Sul-Americana. No ano seguinte, 1982, entre outros, conquistou o Campeonato Brasileiro.
Demissão
Após a derrota para o Botafogo em 28 de março, o clube foi eliminado das finais do Campeonato Carioca. O treinador foi demitido no dia seguinte, 29 de março.

#### Estatísticas
| Temp.                 | Competição            | Jogos | Vitórias | Empates | Derrotas | Aprov. | Observações | Ref |
| --------------------- | --------------------- | ----- | -------- | ------- | -------- | ------ | --- | --- |
| 1981–1983             |                       | 116   | 71       | 27      | 18       | 69,0%  | - 3º Turno do Campeonato Estadual (1981) - Campeonato Carioca de 1981 - Copa Libertadores da América de 1981 - Copa Europeia/Sul-Americana de 1981 - Campeonato Brasileiro de 1982 - Taça Guanabara de 1982 - Taça Governador Ary Ribeiro Valadão (1982) - Taça Confraternização Brasil-Paraguai (1982) - Troféu Brasil-Argentina (1982) |     |
| 2000                  |                       | 22    | 12       | 4       | 6        | 60,6%  | - Troféu São Sebastião (2000) |     |
| Temporadas anteriores | Temporadas anteriores | 138   | 83       | 31      | 24       | 67,6%  | |     |
| 2018                  | Copa Libertadores     | 2     | 1        | 1       | 0        | 66,7%  | |     |
| 2018                  | Campeonato Carioca    | 15    | 10       | 2       | 3        | 71,1%  | - Taça Guanabara de 2018 |     |
| 2018                  | Total da temporada    | 17    | 11       | 3       | 3        | 70,6%  | |     |
| TOTAL                 | TOTAL                 | 155   | 94       | 34      | 27       | 68,0%  | |     |

### Maurício Barbieri
Interino
Em 29 de março, apos a demissão do treinador Paulo César Carpegiani e dos auxiliares-técnicos Rodrigo Carpegiani e Jayme de Almeida, assumiu internamente o comando da equipe, em princípio, até a chegada de um novo técnico.
Efetivação
Durante o recesso para a Copa do Mundo de 2018, em 28 de junho — três meses após assumir interinamente a equipe e com 19 jogos: 11 vitórias, sete empates e uma única derrota — foi anunciada a efetivação do treinador até o final da temporada 2018, com a possibilidade de renovação por mais uma temporada. Com o novo vínculo, o treinador obteve um reajuste salarial e o estabelecimento de metas e prêmios.
Demissão
Após a derrota para o Corinthians, pela Copa do Brasil, o clima para o ex-treinador ficou insustentável no clube e ele foi demitido após a partida.
| “                                                            | Foi um prazer trabalhar em um dos maiores clubes do mundo. Fico satisfeito e orgulhoso por ter ajudado na evolução de jovens talentos e participar do crescimento profissional deles, o que sempre foi um lema no Flamengo. (...) Tenho certeza de que deixo as portas abertas para poder, quem sabe um dia, voltar e fazer um novo trabalho. Só tenho a agradecer a toda diretoria, comissão técnica, jogadores e demais funcionários. E ao torcedor rubro-negro, que é soberano e faz a diferença. | ” |
| — Maurício Barbieri, cinco horas após o anúncio da demissão, | |   |

#### Estatísticas
| Temp. | Competição            | Jogos | Vitórias | Empates | Derrotas | Aprov. | Observações      | Ref |
| ----- | --------------------- | ----- | -------- | ------- | -------- | ------ | ---------------- | --- |
| 2018  | Copa Libertadores     | 6     | 2        | 3       | 1        | 50,0%  | Oitavas de final |     |
| 2018  | Campeonato Brasileiro | 26    | 14       | 6       | 6        | 61,5%  | —                |     |
| 2018  | Copa do Brasil        | 6     | 2        | 3       | 1        | 50,0%  | Semifinal        |     |
| 2018  | Amistosos             | 1     | 1        | 0       | 0        | 100,0% | —                |     |
| 2018  | Total da temporada    | 39    | 19       | 12      | 8        | 59,5%  |                  |     |

### Dorival Júnior
Contratação
No dia seguinte a demissão de Maurício Barbieri, 28 de setembro, o clube anunciou o acerto com treinador Dorival Júnior até o final desta temporada, já que serão realizadas eleições no clube, em dezembro. O treinador teve uma passagem anterior, no início da primeira gestão do atual mandatário, entre 2012 e 2013.
Apresentação
A apresentação do novo treinador aconteceu em Salvador, no hotel da delegação rubro-negra, para a partida contra o Bahia, pela 27ª rodada do Campeonato Brasileiro. O técnico já fará sua estreia na partida.
| “                                                     | Vim consciente de que nessas 12 partidas teremos uma Copa do Mundo ampliada. Momento importante para o clube, espero poder contribuir naturalmente com tudo aquilo que preparamos e vivenciamos nos últimos anos. Que possa contribuir com esse grupo. Será fundamental que tenhamos um postura de uma equipe que realmente queira alcance de resultados. | ” |
| — Dorival Júnior, em entrevista, na sua apresentação, | |   |

Próxima temporada
Com a eleição para o mandatário do clube em dezembro de 2018, é incerto o futuro do treinador no clube. O novo presidente, Rodolfo Landim, só assumirá o clube em 1 de janeiro de 2019 e, portanto, somente após esta data, poderá anunciar um eventual novo treinador ou a permanência do atual treinador. De qualquer forma, Dorival deu uma entrevista ao final da última partida da temporada em tom de despedida do clube, mais uma vez.
| “ | O Flamengo não pode ficar parado. É natural que existe uma eleição em alguns dias, mas algumas medidas eram necessárias. O nosso diretor Carlos Noval estava atento a isso e foi feito um planejamento para adiantar o máximo possível a pré-temporada do ano que vem. Tem um fator muito mais importante do que renovação nesse momento. Nosso trabalho aqui se encerra no dia de hoje, mas estou muito feliz por tudo que vivi nesses dois meses. | ” |
| — Dorival Junior, em entrevista coletiva, após a partida contra o Atlético Paranaense, última do Campeonato Brasileiro, no Maracanã, | |   |

#### Estatísticas
| Temp.                 | Competição            | Jogos | Vitórias | Empates | Derrotas | Aprov. | Observações  | Ref |
| --------------------- | --------------------- | ----- | -------- | ------- | -------- | ------ | ------------ | --- |
| 2012                  | Campeonato Brasileiro | 27    | 8        | 11      | 8        | 43,2%  | —            |     |
| 2013                  | Campeonato Carioca    | 10    | 7        | 1       | 2        | 73,3%  | —            |     |
| Temporadas anteriores | Temporadas anteriores | 37    | 15       | 12      | 10       | 51,4%  |              |     |
| 2018                  | Campeonato Brasileiro | 12    | 7        | 3       | 2        | 66,7%  | Vice-campeão |     |
| 2018                  | Total da temporada    | 12    | 7        | 3       | 2        | 66,7%  |              |     |
| TOTAL                 | TOTAL                 | 49    | 22       | 15      | 12       | 55,1%  |              |     |

Última atualização em 2 de dezembro de 2018.